# Holding Me More
Holding Me More è un singolo di Darin, il precedente Can't Stay Away nel 2021 e pubblicato il 21 ottobre 2021.

## Video musicale
Il video musicale del brano è stato pubblicato dall'11 novembre 2021.

## Tracce
1. Holding Me More – 3:30

## Classifiche
| Classifica (2021) | Posizione massima |
| ----------------- | ----------------- |
| Svezia            | 64                |